# Rudreswor
Rudreswor (nepalski: रुद्रेश्वर) – gaun wikas samiti w zachodniej części Nepalu w strefie Mahakali w dystrykcie Baitadi. Według nepalskiego spisu powszechnego z 2011 roku liczył on 696 gospodarstw domowych i 3712 mieszkańców (1972 kobiety i 1740 mężczyzn).